# Sesaot
Sesaot is een bestuurslaag in het regentschap West-Lombok van de provincie West-Nusa Tenggara, Indonesië. Sesaot telt 8464 inwoners (volkstelling 2010).